# Gato (danza)

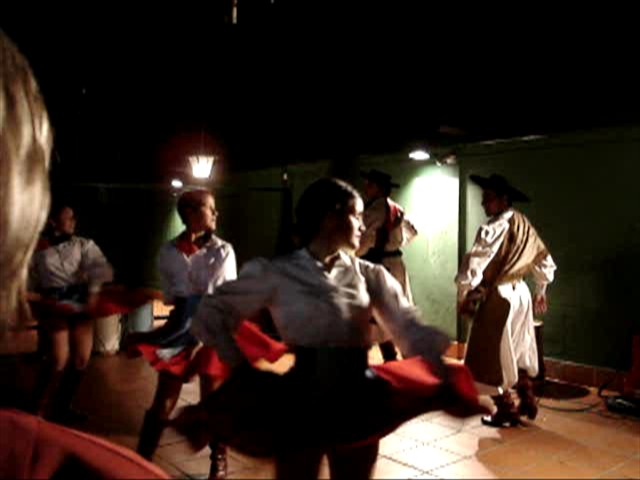
Distintas parejas bailando un gato.

El gato es un estilo musical y danza folklórica típica de Argentina en la cual tendría como influencia los ritmos picarescos que se irradiaban desde el norte de Argentina a casi toda el área de América del Sur bajo la influencia española.

## Danza del Gato
Una vez conformada esta danza tal como la conocemos ahora, se extendió rápidamente en Argentina, Bolivia, Chile, Paraguay y Uruguay, y fue considerado uno de los bailes en pareja más populares, desde la primera mitad del siglo XIX hasta principios del siglo XX. Se trata de un baile alegre y ágil, de pareja suelta, ritmo vivo y picaresca expresividad. La pareja describe un juego amoroso, en el que el hombre persigue a la dama con elegancia y prudencia. Es bailado por todas las clases sociales y en todos los ambientes.

## Descripción
Es un estilo de danza pintoresco con inspiración en varios tipos de baile, como por ejemplo las danzas incas, o el flamenco español.
- Introducción musical: (8 o 10 compases).
- ADENTRO (Voz de mando)
- Primera figura: vuelta entera (8 compases).
- Segunda figura: giro (4 compases).
- Tercera figura: zapateo y zarandeo (8 compases).
- Cuarta figura: media vuelta (4 compases).
- Quinta figura: zapateo y zarandeo (8 compases).
- AURA (Voz de mando)
- Sexta figura: giro final (4 compases)

Reconoce numerosas variantes: 
- gato cuyano
- gato encadenado,
- gato patriótico,
- gato polqueado,
- gato cordobés
- gato correntino

## Forma lírica y musical
El gato, al igual que la huella y diferencia de la mayoría de bailes que utilizan la décima, suele tener una estructura de versos y métrica en la forma 7a5b7c5b en todos sus versos.
Cuenta con una introducción de dos versos que conduce al estribillo de uno o dos versos, luego de la cual suele gritarse ¡Adentro!, luego del primer estribillo sigue una segunda parte que repite la estructura de la primera con la diferencia de que en vez de gritarse adentro, se grita: ¡segunda! o ¡se va la segunda!  y luego cuenta con dos versos más que componen el final. El esquema musical del gato sería AAB AAB AA.
Suele utilizar los instrumentos del folklore argentino: bombo legüero, guitarra y violín. La variante que se utiliza en Uruguay, suele ejecutarse con acordeón en lugar de violín y en caso de usarse percusión, lo más común será un bombo criollo suplantando al legüero o en algunos casos incluso una batería standard acompañada de un bajo eléctrico.